# AN/ULQ-6
AN/ULQ-6は、アメリカ海軍が運用していた電波妨害装置（ECM）。欺瞞妨害装置（deception repeater）である。

## 来歴
まず1959年より、航空機搭載用のAN/ALQ-32として採用されたのち、艦載用のAN/ULQ-6も装備化された。これは、ソビエト連邦軍が配備しはじめていたK-10S（AS-2「キッパー」）空対艦ミサイルやP-15（SS-N-2「スティクス」）艦対艦ミサイルなど第1世代の対艦ミサイルに対抗するための施策であった。

## 構成
本機の空中線部は、ドーナツ型の固定式の上部エレメントと下部エレメントのほか、その間に旋回式アレイ（trainable array）エレメントを備えていた。これにより、全周性の妨害ビームに加えて、走査可能なビームを形成することができた。当初はIバンド（8～10 GHz; レーダーのXバンドの長波長側に相当）のみを担当していたが、後にGバンドおよびHバンド（4～8 GHz; レーダーのCバンドに相当）にも対応した。なお、より長波長のE/Fバンド（2～4 GHz; レーダーのSバンドに相当）はAN/ULQ-5が担当していた。
当時広く艦隊配備されていたAN/WLR-1電波探知装置（ESM）とともに搭載されていたが、目標を追尾する機構は備えていなかったため、旋回式アレイの一つを用いて、目標の追尾を行うことが多かった。その後、方向探知用のホーン・アンテナが追加された。本機は、アレイあたり3個の目標に対応することができた。
本機は順次に改良を受けており、下記の3つのバージョンがある。
AN/ULQ-6A
最初のモデルであり、送信尖頭出力は1キロワット。偽目標を作り出す機能がある。
AN/ULQ-6B
1960年代に登場した改良型。脅威レーダーに対して距離誤差を与える距離欺瞞（RGPO）機能を備えている。また送信尖頭出力も25キロワット（平均1キロワット）に増強された。
AN/ULQ-6C
ビームを細くした改良型。
その後、1970年代には、受信用のSLR-12アンテナを追加するなどの改修による、AN/SLQ-30へのアップグレードが行われた。しかし一方で、深刻化する対艦ミサイルの脅威に対して、本機などの旧式のシステムでは対抗困難になりつつあると考えられていた。1977年5月には、モジュラー化した共通の設計による電波探知装置・電波探知妨害装置としてAN/SLQ-32の開発が発注され、1979年より就役を開始した。本機の搭載艦の多くも、順次にこちらに換装されていくことになった。